# Плоска Осокорівка
Пло́ска Осоко́рівка — річка в Україні, на межі Запорізької та Дніпропетровської областей. Ліва притока Дніпра (басейн Чорного моря).

## Опис
Довжина річки 26 км, площа басейну 426 км². Долина V-подібна, завширшки до 3 км, завглибшки до 50 м. Заплава завширшки до 100 м (у пригирловій частині заплава затоплена водами Дніпровського водосховища). Річище слабовиявлене, у верхів'ях пересихає. Похил річки 3,3 м/км. Споруджено кілька ставків.
Від села Тернівка планується використовувати річку для судноплавства.

## Розташування
Плоска Осокорівка бере початок на південний схід від смт Славгорода. Тече на захід (частково — на північний захід). Впадає у Дніпро (у Дніпровське водосховище) на захід від села Воронового.
Основна притока: Осокорівка (права).

## Господарське використання
Навесні 2019 року на 1821 метрі річки від села Тернівка і вниз за течією планується провести днопоглиблювальні роботи, пов'язані з будівництвом у ньому перевантажувального терміналу та зведенням причалу компанії «Нібулон». Під час днопоглиблювальних робіт з дна річки планується вилучити 286 тис. м³ ґрунту.